# Playboys
Playboys é o segundo álbum de estúdio da banda de rock alternativo finlandesa The Rasmus, que na ocasião se chamava apenas Rasmus, que foi lançado em 29 de agosto de 1997 pela Warner Music Finlândia.
O álbum foi disco de ouro na Finlândia, igual a seu single "Blue", quando este foi lançado em maio do mesmo ano. Apesar do álbum ter tido um certo êxito em seu país de origem, o mesmo não aconteceu internacionalmente.
Com este álbum, a banda ganhou seu primeira Emma - o equivalente finlandês de um Grammy.

## Faixas
Todas as faixas são escritas por The Rasmus.
1. "Playboys" – 2:58
2. "Blue" – 4:22
3. "Ice" – 2:45
4. "Sophia" – 2:42
5. "Wicked Moments" – 2:56
6. "Well Well" – 3:19
7. "Sold" – 3:54
8. "Carousel" – 1:44
9. "Jailer" – 2:51
10. "Kola" – 3:42
11. "Raggatip" – 3:22
12. "Violence" – 2:20
13. "Panda" – 2:50

## Singles
- O primeiro single do álbum foi "Blue", lançado em 1997.
- "Kola" foi o segundo single, lançado em 1997.
- O terceiro single, Playboys, também foi lançado em 1997.
- "Ice" (do segundo EP da banda) foi o quarto e último single deste álbum, lançado em 1998.

## Créditos
The Rasmus:
- Lauri Ylönen – vocal
- Pauli Rantasalmi – guitarra
- Eero Heinonen – baixo
- Janne Heiskanen – bateria

Músicos adicionais:
- Illka Herkman – fonógrafo, saxofones, panda 49, vocal de apoio
- Axel F. – trompete
- Aleksi Ahoniemi – saxofone
- Matti Lappalainen – trombone
- Mamba Abdissa Assefa – percussão
- Timo Lavanko – saxofone alto, clarinete em "Panda"
- Tuukka Helminen – violoncelo em "Blue"
- Tuomo Prättälä – piano elétrico em "Sold"
- Mara Salminen – teclado em "Wicked Moments", "Panda" e "Well Well"
- Hannu Pikkarainen – panda 49 em "Blue"
- Hanna Viitanen – frigideira em "Carousel"
- Essi Grönberg – vocal de apoio em "Raggatip" e "Wicked Moments"
- Katja Aakkula – vocal de apoio em "Raggatip"

Pessoal adicional:
- The Rasmus e Illka Herkman – produtores
- Juha Heininen e Illka Herkman – gravação, mixagem
- Pauli Saastamoinen – masterização
- Rascar – fotografia

1. ↑  MTV: The Rasmus biografi: Playboys säljer guld och Rasmus vinner en Emma; läst 11 december 2008